# كريستين جونز فورمان
كريستين جونز فورمان (بالإنجليزية: Christine Jones Forman)‏ (و. 1949 – م) هي عالمة فيزياء فلكية، وعالمة فلك من الولايات المتحدة الأمريكية .

## التعليم
تعلمت في جامعة هارفارد